# Walter Dießner
Walter Dießner (ur. 26 grudnia 1954 w Miśni) – niemiecki wioślarz reprezentujący NRD, dwukrotny medalista olimpijski i pięciokrotny medalista mistrzostw świata.

## Kariera
Wystąpił na igrzyskach olimpijskich w Montrealu w 1976, gdzie osada NRD w składzie: Andreas Schulz, Rüdiger Kunze, Walter Dießner, Ullrich Dießner (jego brat bliźniak) i Johannes Thomas (sternik) zdobyła srebrny medal w czwórkach ze sternikiem. W finale o 2,48 sekundy przegrali z osadą ZSRR, a o 4,26 sekundy wyprzedzili osadę RFN. Na rozgrywanych cztery lata później igrzyskach olimpijskich w Moskwie w tej samej konkurencji Dieter Wendisch, Ullrich Dießner, Walter Dießner, Gottfried Döhn i Andreas Gregor (sternik) wywalczyli złoty medal. W finale uplasowali się o 4,54 sekundy przed osadą ZSRR i 8,01 sekundy przed osadą Polski.
W czwórkach ze sternikiem wywalczył również złote medale na mistrzostwach świata w Lucernie (1974), mistrzostwach świata w Amsterdamie (1977), mistrzostwach świata w Cambridge (1978) i mistrzostwach świata w Bledzie (1979) oraz srebrny na mistrzostwach świata w Nottingham (1975).
W 1976 odznaczony Orderem Zasługi dla Ojczyzny.
Po zakończeniu kariery pracował jako piekarz.
Jego syn, Jörg Dießner, także został wioślarzem.